# (14876) Dampier
(14876) Dampier est un astéroïde de la ceinture principale.

## Description
(14876) Dampier est un astéroïde de la ceinture principale. Il fut découvert le 18 novembre 1990 à La Silla par Eric Walter Elst. Il présente une orbite caractérisée par un demi-grand axe de 2,48 UA, une excentricité de 0,08 et une inclinaison de 7,3° par rapport à l'écliptique.

## Compléments